# Milonga

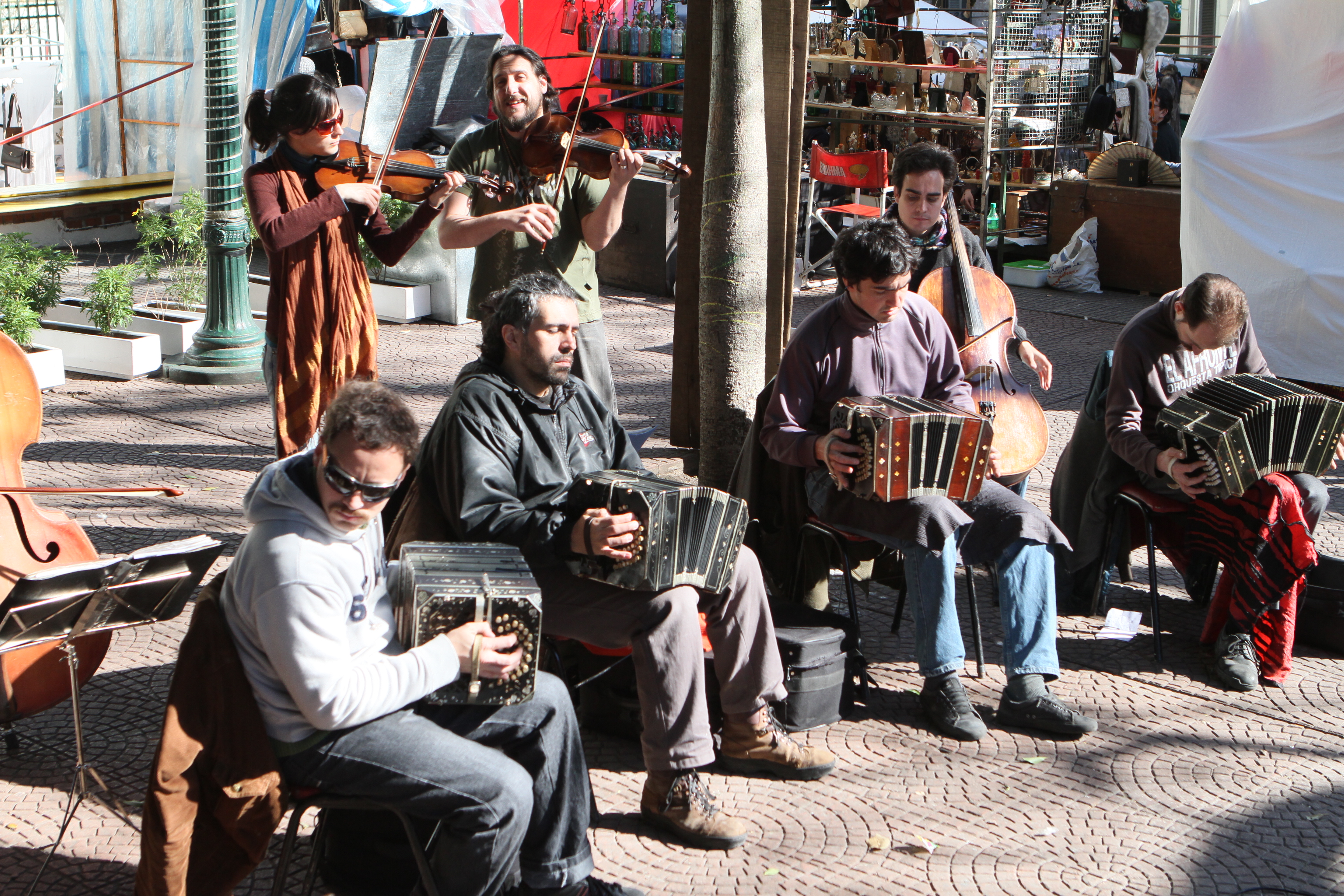
Grupa muzyków w Buenos Aires wykonujących Milongę

Milonga – gatunek tańca powstały na terenie Argentyny i Urugwaju. Sformułowanie milonga odnosi się również do gatunku śpiewu, z którego rozwinął się taniec. 

## Historia
Zdaniem Christine Denniston pierwszymi wersjami milongi (milonga surena lub campera – milonga południowa lub milonga wiejska) były przyśpiewki wiejskie z podobną melodią, aczkolwiek różnymi słowami. Ta ludowa muzyka  była bardzo popularna i często słuchana w Buenos Aires. Spowodowało to, że słowo „Milonga” stopniowo zaczęło oznaczać miejsce, gdzie się słucha się oraz tańczy milongę. W swojej autobiografii Francisco Canaro twierdzi, że wprowadził termin tango milonga w 1917 r. w znaczeniu muzyki tanga. W tym czasie powstało tango śpiewane oraz tango fantasia. Dlatego tańczone tango zaczęto określać jako tango milonga. Sebastian Piana stworzył w 1932 roku nową strukturę harmoniczną i melodyczną do popularnych nadal milong wiejskich. Powstała w ten sposób Milonga Sentimental. Ten styl tanga nazywany jest czasami milonga ciudadana (milonga miastowa). Ta milonga jest jednym z trzech głównych stylów tanga argentyńskiego.

## Taniec
Styl tańczenia milongi jest podobny do tanga. Tango milonga, jako rodzaj tańca, charakteryzuje się mocnym rytmem. Pisarz i krytyk argentyński Jorge Luis Borges w pewnym okresie zaczął preferować milongi, gdyż nie mają one tak melancholijnego charakteru jak tango. Jest on autorem milongi Jacinto Chiclana, w której opisał nożownika działającego na zlecenie polityków.